# Bommanalli, Bijapur
Bommanalli là một làng thuộc tehsil Bijapur, huyện Bijapur, bang Karnataka, Ấn Độ.